# Lutzelbourg
Lutzelbourg és un municipi francès, situat al departament del Mosel·la i a la regió del Gran Est. L'any 2007 tenia 643 habitants.

## Demografia

### Població
El 2007 la població de fet de Lutzelbourg era de 643 persones. Hi havia 267 famílies, de les quals 89 eren unipersonals (32 homes vivint sols i 57 dones vivint soles), 89 parelles sense fills, 73 parelles amb fills i 16 famílies monoparentals amb fills.
La població ha evolucionat segons el següent gràfic:
Habitants censats

### Habitatges
El 2007 hi havia 344 habitatges, 279 eren l'habitatge principal de la família, 19 eren segones residències i 45 estaven desocupats. 202 eren cases i 132 eren apartaments. Dels 279 habitatges principals, 185 estaven ocupats pels seus propietaris, 77 estaven llogats i ocupats pels llogaters i 17 estaven cedits a títol gratuït; 5 tenien una cambra, 30 en tenien dues, 44 en tenien tres, 50 en tenien quatre i 150 en tenien cinc o més. 213 habitatges disposaven pel capbaix d'una plaça de pàrquing. A 139 habitatges hi havia un automòbil i a 101 n'hi havia dos o més.

### Piràmide de població
La piràmide de població per edats i sexe el 2009 era:
| Homes | Edats   | Dones |
| ----- | ------- | ----- |
| 0     | 95 o +  | 0     |
| 4     | 90 a 94 | 0     |
| 0     | 85 a 89 | 8     |
| 0     | 80 a 84 | 12    |
| 4     | 75 a 79 | 16    |
| 24    | 70 a 74 | 28    |
| 24    | 65 a 69 | 24    |
| 20    | 60 a 64 | 12    |
| 16    | 55 a 59 | 8     |
| 0     | 50 a 54 | 8     |
| 32    | 45 a 49 | 16    |
| 16    | 40 a 44 | 20    |
| 36    | 35 a 39 | 20    |
| 32    | 30 a 34 | 52    |
| 28    | 25 a 29 | 20    |
| 12    | 20 a 24 | 16    |
| 16    | 15 a 19 | 12    |
| 8     | 10 a 14 | 36    |
| 16    | 5 a 9   | 40    |
| 24    | 0 a 4   | 16    |

## Economia
El 2007 la població en edat de treballar era de 398 persones, 300 eren actives i 98 eren inactives. De les 300 persones actives 282 estaven ocupades (160 homes i 122 dones) i 18 estaven aturades (10 homes i 8 dones). De les 98 persones inactives 32 estaven jubilades, 27 estaven estudiant i 39 estaven classificades com a «altres inactius».

### Ingressos
El 2009 a Lutzelbourg hi havia 267 unitats fiscals que integraven 640 persones, la mediana anual d'ingressos fiscals per persona era de 18.203 €.

### Activitats econòmiques
Dels 47 establiments que hi havia el 2007, 2 eren d'empreses extractives, 2 d'empreses alimentàries, 3 d'empreses de fabricació d'altres productes industrials, 2 d'empreses de construcció, 7 d'empreses de comerç i reparació d'automòbils, 8 d'empreses de transport, 2 d'empreses d'hostatgeria i restauració, 1 d'una empresa financera, 1 d'una empresa immobiliària, 4 d'empreses de serveis, 12 d'entitats de l'administració pública i 3 d'empreses classificades com a «altres activitats de serveis».
Dels 6 establiments de servei als particulars que hi havia el 2009, 1 era una oficina de correu, 1 una oficina bancària, 2 lampisteries i 2 perruqueries.
Dels 6 establiments comercials que hi havia el 2009, 1 era una botiga de més de 120 m², 2 fleques, 1 una peixateria, 1 una botiga d'electrodomèstics i 1 una joieria.

## Equipaments sanitaris i escolars
L'únic equipament sanitari que hi havia el 2009 era una farmàcia.
El 2009 hi havia 1 escola maternal i 1 escola elemental.

## Poblacions més properes
El següent diagrama mostra les poblacions més properes.